# Hesperocharis nera
Hesperocharis nera é uma borboleta da família Pieridae. Ela é encontrada em Trinidad, Equador, Peru, Colômbia, Suriname, Guianas, Brasil e Bolívia.

## Subespécies
- H. n. nera (Equador)
- H. n. aida Fruhstorfer, 1908 (Peru, Bolívia)
- H. n. amazonica Fruhstorfer, 1907 (Peru, Equador)
- H. n. lamonti Kaye, 1920 (Trindade)
- H. n. nereis C. & R. Felder, 1865 (Colômbia)
- H. n. nerida Zikán, 1940 (Brasil: Amazonas)
- H. n. nymphaea Möschler, 1876 (Suriname, Guiana, Brasil: Amazonas)